# Polystichum flaccidum
Polystichum flaccidum là một loài dương xỉ trong họ Dryopteridaceae. Loài này được Alderw. mô tả khoa học đầu tiên năm 1922.
Danh pháp khoa học của loài này chưa được làm sáng tỏ. 